# Judo ai XXVIII Giochi del Sud-est asiatico
Le gare di judo ai XXVIII Giochi del Sud-est asiatico sono state disputate a Singapore tra il 6 e l'8 giugno 2015.

## Podi

### Maschili
| Specialità | Oro                       | Argento                | Bronzo                                            |
| 60 kg      | Mochammad Syaiful Raharjo | Sarawut Petsing        | Soukphaxay Sithisane Mohd Farhan Uzair Mohd Fikri |
| 73 kg      | Masayuki Terada           | Iksan Apriyadi         | Gilbert Ramirez Wei Fu Chong                      |
| 81 kg      | Gerard Christopher George | Nopachai Kocharat      | Minh Quan Bui Weng Luen Gary Chow                 |
| 90 kg      | Horas Manurung            | Gabriel Yang           | Thuong Tran Zaw Myo Oo                            |
| 100 kg     | Yan Naing Soe             | Sitthipong Niemkunchon | Timothy Loh Hao Dang                              |
| +100 kg    | Kunathip Yea-on           | Zin Linn Aung          | Pui Seng Wee Khemkham Kommanivong                 |

### Femminili
| Specialità | Oro                   | Argento           | Bronzo                                           |
| 48 kg      | Thi Thanh Thuy Nguyen | Phonenaly         | Helen Dawa Kachakorn Warasiha                    |
| 52 kg      | Ni Kadek Anny Pandini | Xuan Yi Ang       | Helen Dawa Kachakorn Warasiha                    |
| 57 kg      | Ni Kadek Anny Pandini | Xuan Yi Ang       | Thi Thanh Tram Nguyen Khin Khin Su               |
| 63 kg      | Kiyomi Watanabe       | Orapin Senatham   | Tania Su Wen Forichon Thi Huong Nguyen           |
| 70 kg      | Surattana Thongsri    | Phyo Swe Zin      | Nor Izzatul Fazlia Mohamad Tahir Szalsza Maulida |
| 78 kg      | Thi Nhu Y Nguyen      | Aye Aye Aung      | Sarifah Fazila Syed Salim Tiara Arta Garthia     |
| +78 kg     | Khin Myo Thu          | Thonthan Satjadet | Noor Asnida Abd Razak Thuy Duy Tran              |

## Medagliere
| Posiz. | Nazione    | Oro | Argento | Bronzo | Totale |
| ------ | ---------- | --- | ------- | ------ | ------ |
| 1      | Indonesia  | 4   | 1       | 2      | 7      |
| 2      | Thailandia | 3   | 5       | 1      | 9      |
| 3      | Birmania   | 2   | 3       | 2      | 7      |
| 4      | Vietnam    | 2   | 0       | 6      | 8      |
| 5      | Filippine  | 1   | 0       | 2      | 3      |
| 6      | Singapore  | 0   | 2       | 4      | 6      |
| 7      | Laos       | 0   | 1       | 2      | 3      |
| 8      | Malaysia   | 0   | 0       | 5      | 5      |
| Totale | Totale     | 12  | 12      | 24     | 48     |